# خناق رمادي

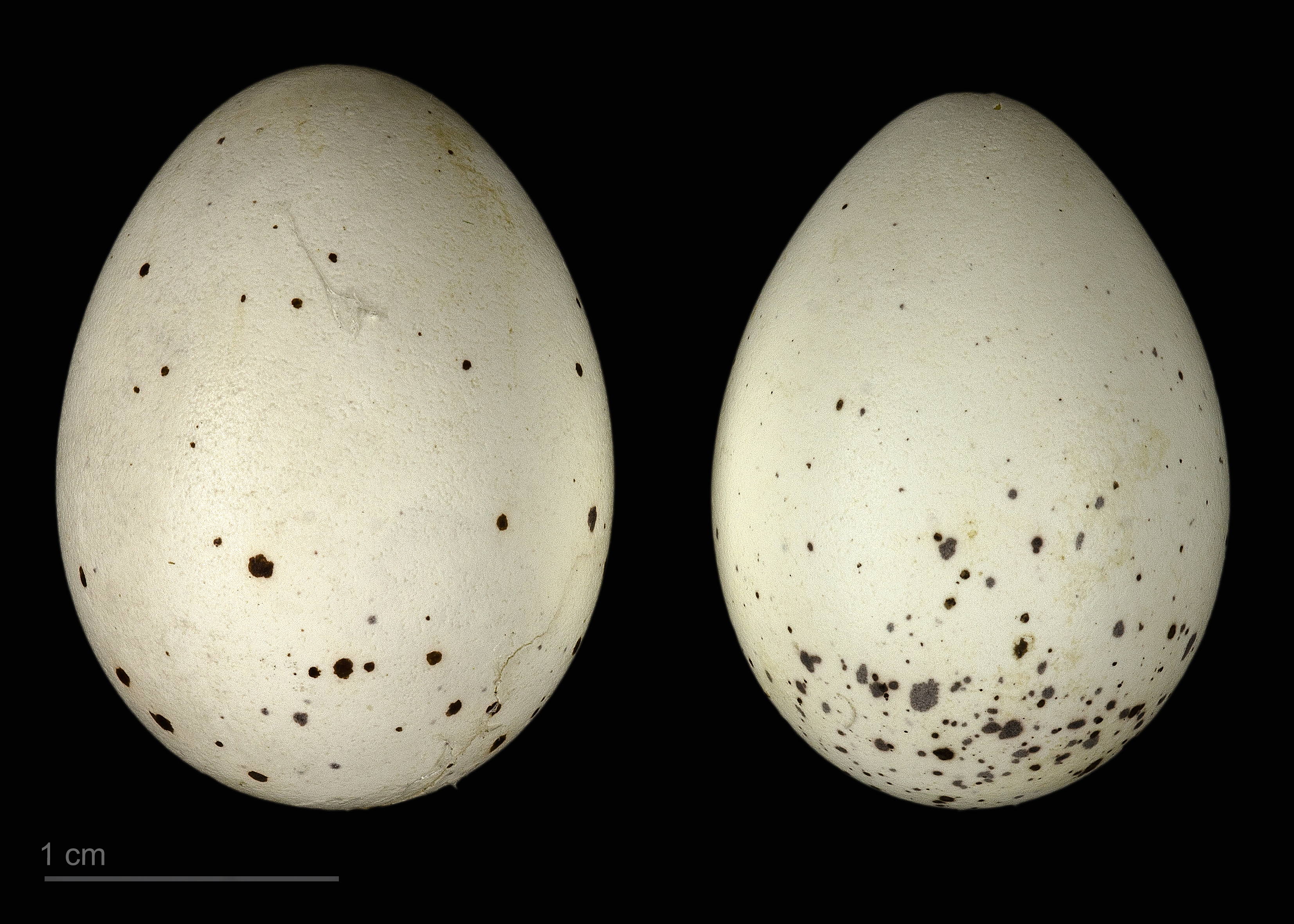
Hypocolius ampelinus

خناق رمادي (الاسم العلمي: Hypocolius  ampelinus) (بالإنجليزية: Grey  Hypocolius)‏ هو طائر ينتمي إلى خناق رمادي (فصيلة: Hypocoliidae).